# 프리드리히 2세 폰 데어 팔츠 선제후
프리드리히 2세(독일어: Friedrich II, 1482년 12월 9일 ~ 1556년 2월 26일)은 팔츠의 선제후이다.

## 생애
프리드리히는 팔츠 선제후 필립의 넷째 아들로 1482년 12월 9일에 태어났다. 성격이 활달하고 모험을 즐겼던 프리드리히는 1508년 신성 로마 제국 황제 막시밀리안 1세의 아래에서 전쟁에 참여했고 이후에도 합스부르크 왕가에 여러 가지 일로 헌신하였다. 프리드리히는 카를 5세가 1519년 막시밀리안 1세를 이어 신성 로마 제국 황제로 선출되는 것을 도왔고, 오스만 제국에 대항하여 전쟁에 참여하였다. 프리드리히는 황제의 여자 형제 중 한명과 결혼하고 싶었으나 그 소원은 이루어지지 못했고 1535년 한때 덴마크의 왕이었다가 쫓겨난 크리스티안 2세의 딸 도로테아와 결혼하였다. 합스부르크 왕가에서는 프리드리히가 덴마크 왕위를 차지하는 데 도움을 줄 것을 약속하였으나 앞선 여러 약속들처럼 이행되지 않았다. 유럽의 각지에서 생애를 보내고 그의 사치로 인해 많은 빚이 생겼을 무렵 1544년 3월 그의 형 루트비히 5세가 사망하자 그의 뒤를 이어 팔츠 선제후가 되었다. 독일에서 발생한 종교적 문제에 대해서 프리드리히는 중재자의 역할을 맡았으나 1545년 슈말칼덴 동맹에 참여하였으며 1546년에는 로마 가톨릭 교회를 완전히 등졌다. 그는 카를 5세에 맞서 동맹에 어느 정도의 도움을 주었으나 얼마 못가서 카를 5세에게 굴복하고 1548년 5월 아우크스부르크 가신조협정을 받아들인 후 카를 5세와 마찰 없이 지냈다. 프리드리히는 1556년 2월 26일 사망하였고 슬하에는 자식이 없어 그의 조카 오트하인리히에 의해 계승되었다.

## 참고 자료
본 문서에는 현재 퍼블릭 도메인에 속한 브리태니커 백과사전 제11판의 내용을 기초로 작성된 내용이 포함되어 있습니다.